# Bryopolia tenuicornis
Bryopolia tenuicornis là một loài bướm đêm trong họ Noctuidae.